# Eleusio
Eleusio, detto anche Giorgio Eleusio o Giorgio Siceota (Sykeon, VI secolo – VII secolo), è stato un religioso e scrittore bizantino.

## Biografia
Di Eleusio si sa molto poco. Le informazioni che si posseggono giungono dalla Vita di san Teodoro il Siceota (530-613), di cui fu il redattore e testimone.
Lo storico racconta di essere nato, grazie alle preghiere di intercessione del taumaturgo Teodoro, poiché i suoi genitori erano sterili.
I genitori come segno di ringraziamento, per grazia ricevuta, affidarono il loro figlio alla vita monastica e Teodoro lo prese con sé nel monastero di san Giorgio a Sicea, dove era abate.
Visse con il santo dodici anni, il suo ingresso in monastero avvenne presumibilmente nel 601, all'età di sedici anni.
Grazie alla sua opera sono giunte notizie dettagliate sulla vita della Chiesa e dell'Impero d'Oriente del VII secolo.

## Opere
- Vita di San Teodoro il Siceota